# Carlo Rebella
Carlo Rebella (* 12. August 1920 in Altare (Ligurien); † 6. Mai 2002 in Quiliano) war ein italienischer Radrennfahrer und nationaler Meister im Radsport.

## Sportliche Laufbahn
Rebella war im Straßenradsport aktiv. Er wurde 1943 Unabhängiger und blieb bis 1947 im Radsport als Profi aktiv. Die nationale Meisterschaft im Straßenrennen der Amateure gewann er 1942. 1945 gewann er eine Etappe im Giro del Piemonte. Hinter Secondo Barisone belegte er den 2. Platz in der Gesamtwertung. Im Giro d’Italia 1946 schied er aus.